# Eduardo Rubio (roddare)
Eduardo Rubio Rodríguez, född 13 november 1986, är en kubansk roddare.
Rubio tävlade för Kuba vid olympiska sommarspelen 2016 i Rio de Janeiro, där han tillsammans med Adrián Oquendo slutade på 13:e plats i dubbelsculler.